# Megalithone megacerca
Megalithone megacerca är en insektsart som först beskrevs av Tillyard 1919.  Megalithone megacerca ingår i släktet Megalithone och familjen Ithonidae. Inga underarter finns listade i Catalogue of Life.